# Szicíliai fali gyík
A Szicíliai fali gyík (Podarcis waglerianus) a Podarcis (faligyíkok) nemzetség egy faja. Szicílián az északkeleti régió kivételével, valamint a Lipari-szigeteken és az Egadi-szigeteken őshonos.

## Jellemzők
A Szicíliai fali gyík teljes hossza eléri a 22-25 cm-es hosszúságot. Ebből a teste kb. 7.5 cm, a farok ennek duplája. A nőstények valamivel kisebbek. Háta többnyire zöld, a nőstényé zöldesbarna, a háton végigfutó világos sávval. Az oldalán fekete, illetve néhány kék folt található, amikről egyértelműen felismerhetők. A hasi oldal világos, akár teljesen fehér. A hímnél narancssárga, a torok feketén pettyezett.

## Élőhely
Csak Szicílián (az Északkeleti régió kivételével), a Lipari- és az Egadi-szigeteken fordul elő, ahol utolsó alfaját (P. w. marettimensis) leírták. Megtalálhatóak lapos területeken és hegyvidékeken is, kb. 1600 méterig, más források szerint csak 1200 méterig. Elsősorban a száraz, gyéren benőtt területeket részesítik előnyben, de városokban is előfordulnak.  
Az olasz fali gyíkkal (Podarcis sicula) ellentétben a szicíliai faligyík inkább a talajon mozog, falakra, köves töltésekre ritkábban mászik. Míg utóbbi Szicília belső területein gyakori, addig az olasz fali gyík inkább a partok mentén terjedt el.

## Életmód
Nappal aktívak, és életüket szinte kizárólag a földön töltik. Párzási időszakban 4-6 tojást raknak. Ezek mintegy 11-13 mm × 7-9 mm nagyságúak. A fiatal állatok hozzávetőlegesen nyolc hét után kelnek ki. Teljes hosszuk ekkor 5,5-6 cm.